# Aloe mudenensis
Aloe mudenensis är en grästrädsväxtart som beskrevs av Gilbert Westacott Reynolds. Aloe mudenensis ingår i släktet Aloe och familjen grästrädsväxter. Inga underarter finns listade i Catalogue of Life.